# Kjeld Nuis
Kjeld Nuis, född 10 november 1989, är en nederländsk idrottare som tävlar i hastighetsåkning på skridskor. Han blev olympisk mästare på 1 000 meter och 1 500 meter vid de olympiska skridskotävlingarna 2018 i Pyeongchang i Sydkorea. Vid olympiska vinterspelen 2022 i Peking försvarade Nuis sitt guld på 1 500 meter och satte ett nytt olympiskt rekord.